# Fortunat de Verceil
Pour les articles homonymes, voir Saint Fortunat.
Fortunat de Verceil, mort en 569, est un évêque de Verceil en Piémont, surnommé « le Philosophe des Lombards ». Il est mort retiré à Chelles dans la Brie. Reconnu saint, il est fêté le 18 juin.